# Louis-San
Louis-San, de son vrai nom Louis Szajner et en japonais Louis Nakazawa (中澤 瑠衣, Nakazawa Rui), est un vidéaste web franco-japonais né le 9 mai 1996 à Neuilly-sur-Seine.
Il produit du contenu sur YouTube principalement autour de la culture japonaise et y compte plus d'un million d'abonnés. Il co-anime également la chaîne « Tev & Louis ».

## Biographie

### Enfance et jeunesse
Louis Szajner est né le 9 mai 1996 à Neuilly-sur-Seine, d'un père français s'appelant Gilbert Szajner et d'une mère japonaise, nommée Etsuko Nakazawa,.
Il passe sa jeunesse en France à Saint-Maur-des-Fossés. Il fait ses études dans l'établissement scolaire Albert-de-Mun de Nogent-sur-Marne ; il passe aussi un mois par an à l'école au Japon l'été et prend, entre autres, des cours de japonais en France. Il fait ensuite une prépa avant de passer son diplôme d'ingénieur à Brest (IMT Atlantique) en 2019.

### Carrière

#### Chaîne YouTube principale
Inspiré par le duo de vidéastes Le Rire Jaune, il lance sa chaîne YouTube Louis-San le 22 juillet 2015,. Très rapidement, il oriente le contenu de sa chaîne sur le Japon, son peuple et sa culture, publiant au moins une vidéo par semaine dans laquelle il aborde des sujets de société.
Les débuts de la chaîne sont modestes : au bout d'un an, Louis-San réunit environ 7 000 abonnés. Il rencontre un premier succès mi-2017, avec une vidéo dans laquelle il raconte, en japonais, la manière dont les Français sont perçus par les Japonais. Le succès de cette vidéo contribue à la popularité croissante de la chaîne, qui passe de 22 000 à 80 000 abonnés. L'année suivante, Louis-San tourne un clip de K-pop, une de ses vidéos les plus populaires, qui dépasse les deux millions de vues et confirme la progression de l'audience de la chaîne : en 2019, Louis-San est suivi par plus de 327 000 abonnés. 
Il lance également une série de vidéos dans laquelle il raconte des histoires d'horreur, s'inspirant notamment de faits divers japonais, mais décide de l'interrompre sous l'effet de la modération YouTube. Louis-san déclare auprès du média Arrêts sur images avoir dû « sur-censurer » le contenu de ses vidéos, mais sans toujours parvenir à échapper au bannissement furtif,. En 2025, il propose des vidéos sur différents thèmes : des sujets précis comme le Mont Fuji ou les desserts au Japon, mais aussi des vidéos comparatives entre le Japon et la France qui sont considérées par Dawn Grimes-MacLellan, professeur au département d'études japonaises d'Earlham College, comme du sensationnalisme ayant pour but de divertir plutôt que de réellement éduquer ses spectateurs sur ces sujets,.

#### Chaîne YouTube secondaire
Le 25 avril 2018, il crée la chaîne Tev & Louis avec le vidéaste Tev, Benoît Theveny. La chaîne commune est initialement consacrée au Japon, mais Tev et Louis-San se réinventent par la suite en critiques culinaires, proposant par exemple la découverte de cuisines considérées comme exotiques par le public français. En 2024, la chaîne compte plus de 610 000 abonnés.

#### Twitch
Le 5 mai 2022, il crée sa chaîne Twitch. En 2025, la chaîne compte 52000 abonnés.

### Vie privée
Depuis décembre 2022, Louis-San est en couple avec la vidéaste Alexandra Ropelé, connue sous le pseudonyme de Jeel. Dans un entretien avec le vidéaste Zack Nani, Louis-San déclare avoir choisi de conserver sa nationalité japonaise à l'âge adulte pour des raisons professionnelles.

## Autres activités
Comme d'autres influenceurs, Louis-San diversifie ses activités en lançant des affaires parallèles aux réseaux sociaux. De cette manière, les créateurs de contenus garantissent une stabilité de leurs revenus et réduisent leurs dépendances aux plateformes, les abonnés constituant très souvent leur première clientèle. En outre, ils touchent une audience plus large. Louis-San a ainsi lancé une marque de vêtements intitulée ONI, inauguré un café-restaurant, le Maru Café à Paris, et publié deux ouvrages, un livre sur les affaires criminelles au Japon et un manga shōnen, Kimen.
Dans le même temps, les marques multiplient le recours à des influenceurs pour faire la promotion de leurs produits afin de capter de nouveaux clients, notamment face à l'érosion de l'audience de la télévision chez les 15-34 ans : le marché du marketing d'influence est ainsi passé de 2 milliards de dollars en 2016 à 21 milliards en 2023. L'éditeur Kazé a ainsi sollicité de nombreux influenceurs, dont Louis-san, pour le lancement en France du manga Kaiju no 8, tandis que France Télévisions a fait appel au vidéaste franco-japonais pour présenter une série documentaire sur les monstres japonais. 

### Produits dérivés
En 2020, Louis-San dévoile la collection capsule ONI, inspirée du folklore japonais, créée en collaboration avec la marque de streetwear Reyes Clothing. Il enregistre en janvier 2021 la marque ONI auprès de l'INPI. En 2024, Louis-San réalise une collaboration avec Celio, mettant à disposition de cette dernière l'identité visuelle de la marque ONI.
En 2023, il publie le livre et série audio Jiken : horreur et faits divers au Japon en partenariat avec Webedia et les éditions Michel Lafon,. Le 3 octobre 2024, il sort son manga Kimen racontant l'histoire de Louis un jeune homme de 19 ans partant au Japon à la recherche de ses parents biologiques,,.
En février 2024, il lance son propre café-restaurant Maru Café, situé dans le 1er arrondissement de Paris, avec son amie Marie Palot,.

### Marketing d'influence
En 2024, il présente pour France Télévisions une série documentaire en trois épisodes intitulée Yokaï Panic : Les monstres du folklore japonais. Cette initiative s'inscrit dans une stratégie plus large de France Télévisions, qui, depuis 2023 a lancé un programme d'investissement massif pour ramener les jeunes spectateurs sur les antennes publiques, notamment en invitant des vidéastes web, célèbres sur les réseaux sociaux, à animer des émissions de télévision.

## Polémiques et controverses

### Doublage d'Assassin's Creed Shadows
En 2024, Louis Szajner est approché par Ubisoft pour faire la voix d'un personnage secondaire dans le jeu Assassin's Creed Shadows. En faisant appel à un star talent, une personne dont le doublage n'est pas le métier, l'entreprise souhaite accroître la visibilité de son œuvre, en particulier, en attirant l'audience de la célébrité approchée,. Toutefois, devant les mauvais retours du public, Ubisoft décide en février 2025 de retirer du jeu la voix du youtubeur.

## Ouvrages
- Louis San, Jiken : Horreur et faits divers au Japon, Michel Lafon, 2023, 176 p. (ISBN 978-2749952475).
- Louis San et Kaori Yoshikawa, Kimen - Tome 1, Link Digital Spirit, 2024, 180 p. (ISBN 978-2494705159)